# NGC 5014
NGC 5014 est une petite galaxie spirale vue par la tranche et située dans la constellation des Chiens de chasse. Sa vitesse par rapport au fond diffus cosmologique est de 1 366 ± 16 km/s, ce qui correspond à une distance de Hubble de 20,2 ± 1,4 Mpc (∼65,9 millions d'al). NGC 5014 a été découverte par l'astronome germano-britannique William Herschel en 1785.
La classe de luminosité de NGC 5014 est I et elle présente une large raie HI. NGC 5014 est aussi une galaxie à sursaut de formation d'étoiles.
NGC 5014 est une galaxie dont le noyau brille dans le domaine de l'ultraviolet. Elle est inscrite dans le catalogue de Markarian sous la cote Mrk 449 (MK 449).

## Distance de NGC 2014
À ce jour, 11 mesures non basées sur le décalage vers le rouge (redshift) donnent une distance de 15,945 ± 6,832 Mpc (∼52 millions d'al), ce qui est à l'intérieur des valeurs de la distance de Hubble.
Cependant, cette galaxie est relativement rapprochée du Groupe local. On obtient souvent des distances assez différentes pour les galaxies rapprochées en se basant sur le décalage en raison du mouvement propre de ces galaxies dans le groupe où l'amas où elles sont situées. Cette valeur est peut-être plus près de la distance réelle de cette galaxie. Notons que c'est avec la valeur moyenne des mesures indépendantes, lorsqu'elles existent, que la base de données NASA/IPAC calcule le diamètre d'une galaxie.

## Groupe de NGC 5005
Selon A. M. Garcia, NGC 5014 est un des membres du Groupe de NGC 5005. Ce groupe de galaxies compte au moins 16 membres. Les autres galaxies du groupe sont NGC 4861, NGC 5002, NGC 5005, NGC 5033, NGC 5107, NGC 5112, IC 4182,  IC 4213, UGC 8181, UGC 8246, UGC 8261, UGC 8303, UGC 8314, UGC 8315 et UGC 8323.
Abraham Mahtessian mentionne aussi l'existence de ce groupe, mais il n'y figure que quatre galaxies, soit NGC 5005, NGC 5014, NGC 5033 et IC 4213.